# Federazione di Damanhur

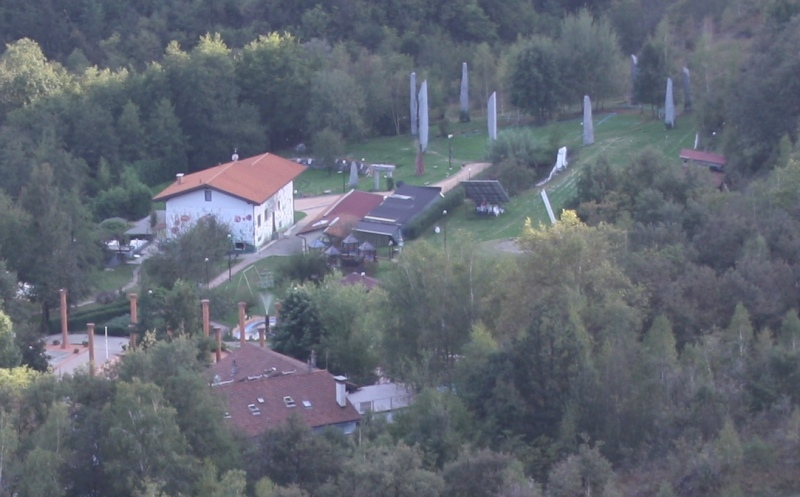
Damanhur

La Federazione di Damanhur, spesso detta semplicemente Damanhur, è una comunità situata a Vidracco in Piemonte, a circa 50 km a nord di Torino, nella Valchiusella, dove venne fondata nel 1979 da Oberto Airaudi, conosciuto anche come Falco Tarassaco, ed è basata su una filosofia fondata sull'amore e il Divino.

## Storia
Damanhur prende nome dall'omonima città egiziana, sede nell'antichità di un tempio dedicato a Horo; il nome della città derivava dall'egiziano antico Timinhor ("Città di Horus").
La Federazione di comunità di Damanhur, inizialmente definitasi "città-stato" o "comunità dell'Acquario", fu fondata nel 1979 da Oberto Airaudi insieme ad alcuni amici. Airaudi aveva già fondato con altri a Torino nel 1975 il Centro Horus con l'intento di diffondere rudimenti delle principali discipline parapsicologiche e realizzare una clinica dove utilizzare strumenti terapeutici non convenzionali. Da questo iniziale progetto nacque l'idea di fondare una comunità e pertanto venne acquisito un terreno in Valchiusella, a Baldissero Canavese, dove il 7 febbraio 1977 iniziarono i lavori per edificare la cosiddetta “città della luce”, nome ripreso da un'antica città egizia “dedicata al dio Horus”. Conclusi i lavori, nel 1980 i residenti erano una ventina di persone; la comunità si dotò presto di una "costituzione", creando un sistema politico e sociale molto rigido e venne istituito anche un governo con a capo Airaudi con cinque "ministri".
Nel 1981 la comunità adottò una propria moneta, il "credito" utilizzata per gli scambi interni. Il credito è la valuta complementare correntemente utilizzata all'interno della comunità che ha sviluppato una propria economia applicando l'idea di beni e ricchezza comuni. Si decise di utilizzare la moneta interna per gli acquisti e i servizi interni alla comunità e, al tempo stesso, permettere ai membri di utilizzare le lire italiane anche per l'acquisto di materiali e proseguire l'insediamento della comunità. All'inizio, fra il 1975 e il 1979, prima ancora dell'inaugurazione del primo villaggio-comunità, il gruppo dei fondatori decise di mettere in comune i risparmi personali di ciascuno e fu così possibile acquistare i terreni e costruire le prime abitazioni.
Nel 1983 vi risiedevano 150 persone e, nel 1986 erano funzionanti una scuola materna privata interna alla comunità e una scuola elementare; le attività economiche, inizialmente gestite in maniera comunitaria, vennero privatizzate lo stesso anno; la comunità ricerca una relativa autonomia dall'esterno anche per l'approvvigionamento di energia attraverso l'uso di pannelli solari; alla fine degli anni ottanta la comunità conta oltre 300 persone suddivise in tre zone principali, Damjl, Tentyris ed Etulte.
Nel frattempo, la comunità si era stabilizzata e aveva avviato diverse attività e servizi di cui i cittadini facevano ampio utilizzo, con l'uso del Credito. Grazie a questo sistema si incrementò molto la distribuzione e la formazione della ricchezza e dei beni. La velocità di transazione e la possibilità di effettuare molti scambi interni era un'ottima garanzia per la solidità del Credito, ma si andò anche nella direzione di sostituire la copertura in denaro corrente con beni immobili, acquistati man mano dalla comunità in modo tale da non vincolare necessariamente il denaro depositato, che poteva servire come liquidità. Con il tempo il meccanismo si perfezionò, fino ad arrivare all'attuale sistema che vede il valore del Credito agganciato al valore dell'Euro e prevede una serie di regolamenti per tutti coloro che aderiscono al circuito. Il Credito, infatti, è inserito all'interno delle attività della Federazione Damanhur, un'Associazione di Promozione Sociale.
Airaudi fu la guida spirituale per tutti i membri anche se negli ultimi anni non rivestiva più ruoli di responsabilità. Si dedicò sin dagli anni settanta alla pranoterapia, alla ricerca nel campo della "selfica" e di altre discipline a carattere filosofico-esoterico. Come pittore, è creatore della "pittura selfica", che espone in una mostra permanente presso il Centro Damanhur Crea, a Vidracco. Nel 2004 venne indagato dalle autorità italiane per evasione fiscale di oltre un milione di euro che venne poi ripagata attingendo dal suo ingente patrimonio personale (era infatti proprietario di molti immobili e di un elicottero privato con il quale si spostava). Vi sono stati frequenti controlli dei NAS e della Guardia di Finanza che verificarono spesso casi di lavoro nero e irregolarità nel pagamento dei contributi previdenziali e degli oneri fiscali, ma a suscitare scalpore sono le ricorrenti accuse da parte di ex aderenti che parlano di sfruttamento, settarismo, manipolazione, fino ad arrivare a presunti abusi psichici e fisici.
A partire dal 1978 vennero scavate clandestinamente una lunga serie di gallerie, stanze e nicchie sotterranee che vennero poi decorate e affrescate realizzando una struttura nota come Tempio dell'Umanità, dedicato al "Divino contenuto nell'uomo". Il tempio si trova nella Valchiusella, a circa 50 km a nord di Torino, ai piedi delle Alpi. Esso venne scoperto nel 1992 e la Comunità Montana di Valchiusella ne decretò la distruzione ma, dopo quattro anni di sequestro, la struttura venne salvata in quanto dichiarata nel frattempo "un'opera d'arte collettiva" e fu affidata in custodia alla comunità stessa. Nel 2001 il Guinness World Records lo ha registrato come il tempio sotterraneo più grande del mondo.
La comunità è costituita da una ventina di abitazioni sparse nella Valchiusella ognuna delle quali composta mediamente da una ventina di persone. La Federazione si struttura su aree boschive o agricole (campi coltivati e fattorie), con abitazioni, aree produttive (aziende, laboratori artistici), scuole e giornali, e qualche decina di altre attività economiche e di servizio.
Negli anni 2000 la comunità conta oltre 800 persone e non si definisce più una città-stato ma una confederazione di comunità che eleggono propri organismi amministrativi; 80 ettari di terreno sono impiegati a uso agricolo e vi sono circa quaranta attività lavorative, molte delle quali di natura artistica e artigianale.
Il lavoro comune è gestito dai “Re Guida”, eletti semestralmente dai cittadini e sottoposti al giudizio del "Collegio di Giustizia", supremo organo di controllo della Federazione. I membri assumono un nuovo nome, ispirato alla natura per simboleggiarne la comunione; possono mantenere alcuni beni della vita precedente o affidarli definitivamente ad alcune cooperative locali; sono sottoposti a un regolamento interno che determina ogni aspetto della vita quotidiana, dal lavoro ai diritti e doveri di ognuno.
Ci sono anche dei centri in altre città italiane e all'estero (Europa e Giappone), dove si svolgono corsi, conferenze e attività collegate a essa.

Si occupa anche di ecologia (i damanhuriani definiscono la propria comunità come una "eco-società") ed è membro del network Gen (Global Ecovillages network) e di Rive (Rete Italiana Villaggi Ecologici). I membri della comunità usano assumere un nome di animale e di vegetale, a simbolo di rinnovamento e unione con la natura.

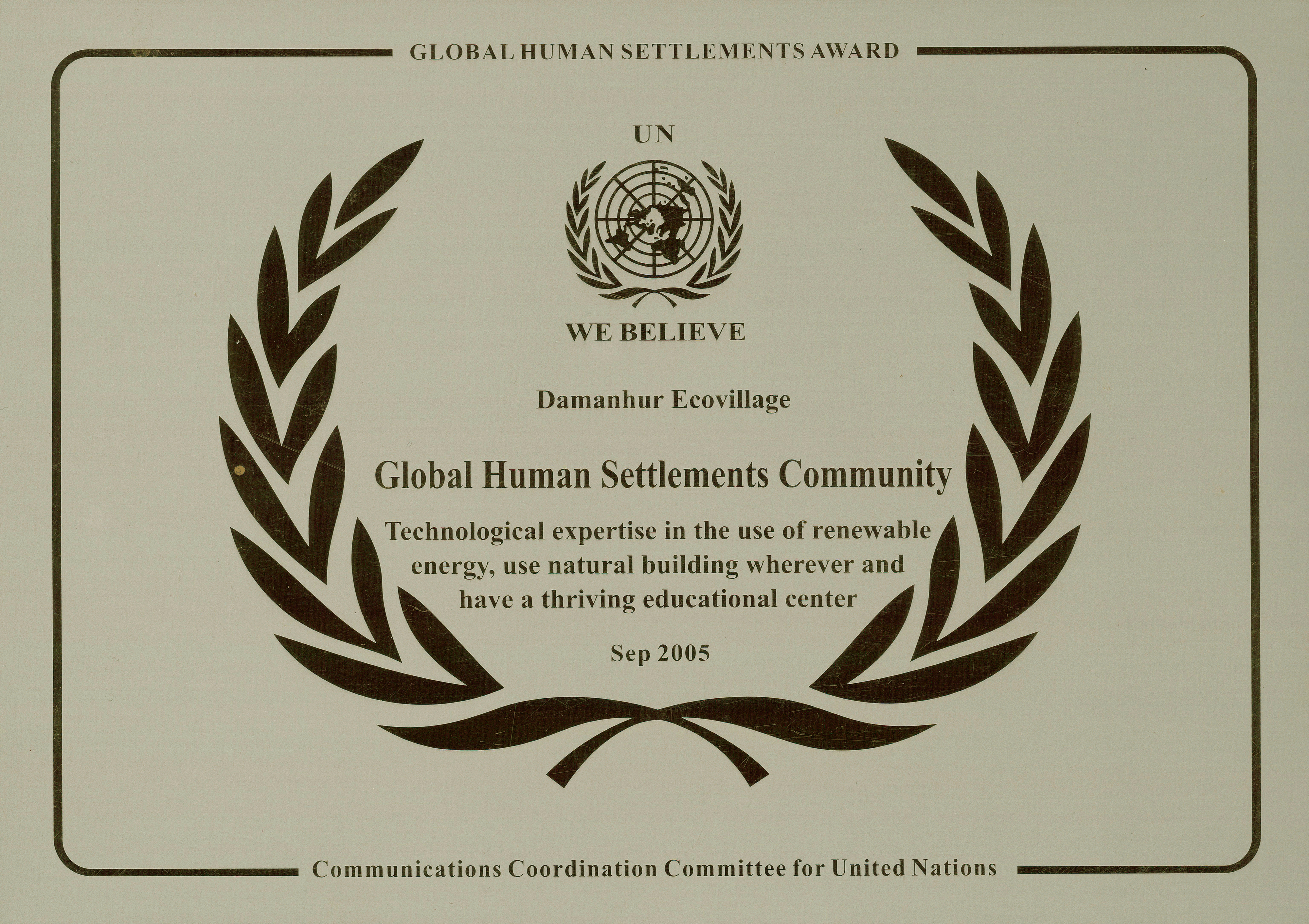
Premio della CCUN 2005

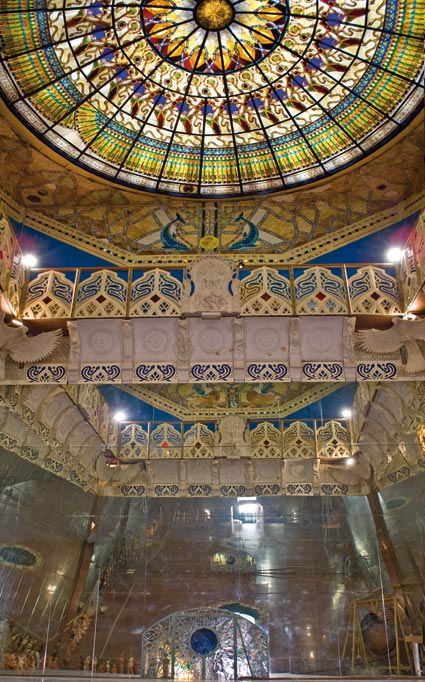
Tempio dell'umanità. Sala degli specchi

Nel 2005 il Communications Coordination Committee for United Nations, un'organizzazione non governativa accreditata all'ONU riconosce un premio all'ecovillaggio Damanhur per l'integrazione della comunità nel tessuto sociale locale.
Il fondatore è morto nel 2013 per un tumore al fegato, rifiutando l'accanimento terapeutico in coerenza coi propri principi.
Il sindaco di Vidracco, Antonio Bernini è un componente della comunità sotto lo pseudonimo di Elfo Frassino.
Nel 2014 nel comune di Vidracco si presentò anche un'altra lista alternativa alla lista di Bernini denominata “Insieme per Vidracco” con candidata Giada Meschinelli, anche lei adepta Damanhur.
Nel 2020 è stato realizzato un documentario sulla comunità spirituale dal titolo The Choice of Staying, diretto da Mattia Mura.

## Credenze damanhuriane
La Selfica
Gli appartenenti a Damanhur ricercano in svariati campi legati alla sensibilità e alla percezione da loro definita "sottile", non sostenuti da dimostrazioni e protocolli scientifici. Tra questi, uno dei principali è la Selfica, inventata dal capo spirituale Oberto Airaudi, che i damanhuriani affermano essere una tecnica in grado di concentrare e direzionare energie vitali e intelligenti. La parola deriverebbe da una lingua molto antica, nella quale self significherebbe "spirale". La selfica creerebbe infatti strutture basate sulla spirale e sull'utilizzo di metalli, colori, inchiostri speciali e minerali in grado di ospitare energie intelligenti. A una struttura meno complessa basata su metalli, particolari sostanze e combinazioni geometriche, la selfica permetterebbe di sovrapporre la complessità di energie "vive". La principale struttura selfica si trova presso il Tempio dell'Umanità. Come detto, non vi sono dimostrazioni scientifiche né teorie accreditate che avvalorino tale tecnica, né riferimenti storici o aneddotici sull'uso di metodi simili alla selfica in passato.
Le linee sincroniche
Le linee sincroniche, secondo Oberto Airaudi, sarebbero grandi "fiumi di energia" che circonderebbero il nostro pianeta e lo collegherebbero all'universo, trasportando pensieri e idee; attraverso di esse sarebbe possibile collegarsi a qualsiasi punto del pianeta. Tutto l'universo sarebbe percorso da una grande rete di queste linee, che metterebbero in comunicazione tra loro pianeti e galassie, in particolare i pianeti dove esistano forme di vita. Anche per quanto riguarda le 'linee sincroniche' non vi sono dimostrazioni scientifiche né teorie accreditate che ne provino l'esistenza, neppure riferimenti a tradizioni simili.
Le linee sincroniche rappresenterebbero una sorta di "sistema nervoso" del nostro pianeta, formando una specie di reticolo che corrisponderebbe alla "Schiena del Drago" degli antichi cinesi: il nome cinese si riferisce al fatto che le linee sincroniche non scorrerebbero costantemente al livello del suolo, ma a volte si alzerebbero per chilometri, oppure si immergerebbero sottoterra, tracciando così un disegno che ricorda quello della cresta sulla schiena dei draghi.
La Terra sarebbe attraversata da diciotto linee principali:
nove linee con direzione nord-sud ("verticali"),
nove linee con direzione est-ovest ("orizzontali").
Ancora più importanti sarebbero i nodi, punti di incrocio di due o più linee, Oberto Airaudi dice di aver tracciato delle mappe dell'andamento di queste presunte linee sincroniche, individuate attraverso sistemi definiti "non convenzionali", quali il viaggio astrale, la radiestesia, la medianità. Anche se ciò non è supportato da alcuna prova scientifica, i damanhuriani sostengono che per creare tale mappa sarebbe stata utilizzata anche l'osservazione dei fenomeni fisici: in prossimità delle linee stesse si noterebbero infatti differenze climatiche, la presenza di particolari minerali, forme assunte dal corso dei fiumi, eccetera. Anche gli eventi storici che si sono concentrati in quelle determinate aree (centri politici, di culto, vie commerciali, scoperte scientifiche) rivelerebbero la loro presenza. Le informazioni sulle linee sarebbero trasmesse e ricevute come "emozioni" (sogni, immagini, eccetera).

## Controversie
- Secondo la presidente dell'Osservatorio Nazionale Abusi Psicologici, Patrizia Santovecchi, tra le caratteristiche di Damanhur vi sono quelle tipiche delle sette, tra cui la mancanza di possibilità di uscire liberamente a causa di ricatti, di manipolazione attraverso la sindrome dell'assedio, per cui fuori dalla setta si collocano tutti i nemici costituiti dalle energie negative, e, inoltre, l'impossibilità di critica e l'imposizione di una totale obbedienza, l'allontanamento dai familiari, la completa spersonalizzazione nell'individuo sotto vari aspetti, tra cui ad esempio l'assegnazione di un nuovo nome all'interno della comunità, la privazione di ogni tipo di capacità decisionale, la necessità di dover chiedere al guru cosa si debba fare.[14]
- Su Damanhur, vi sono segnalazioni negative proprio di chi ha fatto parte di questa comunità. Alcuni ex adepti raccontano di abusi psichici e fisici subiti negli anni.[15]
- Alcuni hanno provato a esaminare con gli strumenti della scienza alcune delle asserzioni della filosofia di Damanhur come la selfica e notano che non sono in alcun modo provati scientificamente né lo sono i suoi presunti effetti benefici.[16]
- Gli ex aderenti raccontano[17] che gli adepti della comunità rinnegano il proprio nome e adorano una divinità chiamata Horus. Nella comunità si fa molto uso della magia e delle divinazioni. La sua filosofia non contiene riferimenti al perdono e alla giustizia, né ai diritti umani. Selettiva come prevede la sua costituzione, non offre a tutti le stesse opportunità; la meritocrazia adoperata per distinguere e separare le persone più operose da quelle meno non offre margini di tolleranza, generando perciò un sistema divisionale. L'imponente mole di impegni sociali e rituali che l'adepto si trova ad adempiere giornalmente lo allontanano dalla propria preesistente vita sociale, e lo portano ad abbandonarla poco per volta. Le persone che lavorano all'interno della comunità, svolgendo mansioni di servizio, sono pagate con la sua moneta complementare interna, il che impedisce loro di fatto la creazione di risparmio, essendo tale moneta spendibile solo all'interno della comunità e in uno o due negozi in valle. Il lavoro all'interno è retribuito ma non prevede il versamento di contributi previdenziali, quindi una persona che abbia trascorso un numero importante di anni al suo interno e poi decida di andarsene si troverà senza contributi. È negato anche il trattamento di fine rapporto. La magia pervade ogni aspetto della comunità, tanto che ogni prodotto, alimentare e non, venduto nei loro negozi è trattato con rituali magici e apparecchi dalle non ben definite e sperimentate caratteristiche energetiche. Una persona che lascia la comunità è considerata elemento non più dialogante e quindi mantenuta in disparte; l'esclusione coinvolge anche genitori, parenti o amici che non ne fanno parte. Sull'esperienza del congedo dalla comunità di Damanhur si veda il volume, di Mario Cardano e Nicola Pannofino, Piccole apostasie. Il congedo dai nuovi movimenti religiosi, Bologna, il Mulino, 2015 (prima parte).
- Un ex membro uscito dalla setta dopo dieci anni passati a lavorare presso la comunità, si è ritrovato senza nulla e senza alcun contributo versato in quanto era stato pagato con la moneta coniata all'interno della stessa comunità ovviamente non riconosciuta dallo Stato italiano.[18]
- Un uomo ha abbandonato la fidanzata portandole via 150 000 euro donati poi alla comunità di Damanhur.[18]
- Nel 2012 la comunità venne accusata di aver plagiato un uomo, padre e marito, che avrebbe abbandonato la famiglia per trasferirsi presso la comunità non dando più notizie di sé da tre anni; la moglie accusò la setta di aver plagiato il marito per attirarlo all'interno della comunità.[19]
- Controlli della Guardia di Finanza hanno verificato spesso casi di lavoro nero e irregolarità nel pagamento dei contributi previdenziali e degli oneri fiscali, ma a suscitare scalpore sono le frequenti accuse da parte di ex aderenti alla comunità che hanno denunciato sfruttamento del lavoro, settarismo, manipolazione ma anche abusi psichici e fisici.[6]